# Chiépo
Chiépo est une localité du sud de la Côte d'Ivoire, et appartenant au département de Divo, Région de Lôh-Djiboua. La localité de Chiépo est un chef-lieu de commune.